# Marjory, 5. Countess of Buchan
Marjory, 5. Countess of Buchan, auch Margaret (* vor 1200; † zwischen 1242 und August 1244), war eine schottische Adlige.

## Leben
Geboren im ausgehenden 12. Jahrhundert, hatte sie spätestens 1211 den Adelstitel ihres Vaters, Fergus, 4. Earl of Buchan, geerbt. Auf diese Zeit wird eine Schenkungsurkunde datiert, mit der sie die Kirche von Turiff samt allen dazugehörenden Ländereien an die Mönche der Abtei von Aberbrothock vermachte. Urkunde und Schenkung wurden von König Wilhelm der Löwe bestätigt. Ihr Vater starb offenbar ohne männliche Nachkommen, worauf Marjory nach kurzer Verzögerung vor 1211 mit dem viele Jahre älteren William Comyn, dem königlichen Justiciar of Scotia verheiratet wurde. Dieser übernahm nun iure uxoris den Titel Earl of Buchan.
Aus der Zeit ihrer Ehe sind zwei Dokumente erhalten, auf denen sie (zusammen mit ihrem Mann) als Countess of Buchan unterschrieb: Aus der Zeit zwischen 1211 und 1214 stammt eine Urkunde, mit der das Einkommen der Kirche von Oldmeldrum an die Kirche „St. Thomas der Märtyrer“ in Arbroath überschrieben wurde; 1219 gründeten sie die Zisterzienserabtei in Deer, „gewidmet der Heiligen Jungfrau auf einer nahebei liegenden alten Abteiruine aus der Zeit des Columban“. 
William starb 1233. Danach trat Marjory noch einmal im Jahr 1236 als Teilnehmerin eines Disputes mit dem Abt von Arbroath auf, bei dem es um die Eigentumsrechte an Ländereien in Tarves ging. 
Sie und William hatten zusammen sechs Kinder; die Söhne Alexander, William und Fergus sowie die Töchter Idonea, Elisabeth (⚭ Uilleam, 5. Earl of Mar) und Agnes. Ihr ältester Sohn Alexander wurde 1242 urkundlich noch als ihr Titelerbe bezeichnet und trat im August 1244 erstmals als Earl of Buchan auf; zwischen diesen Daten muss sie gestorben sein.